# Sheffield Central (circonscription du Parlement britannique)
La circonscription de Sheffield Central  est une circonscription situé dans le Yorkshire du Sud, représenté dans la Chambre des communes du Parlement britannique depuis 2010 par Paul Blomfield du Parti travailliste.